# Duras
Duras ist eine französische Gemeinde mit 1.206 Einwohnern (Stand: 1. Januar 2022) im Département Lot-et-Garonne in der Region Nouvelle-Aquitaine. Sie gehört zum Arrondissement Marmande und zum Kanton Les Coteaux de Guyenne.

## Geographie
Die Gemeinde liegt rund 30 Kilometer südwestlich von Bergerac und grenzt im Südwesten an das Département Gironde. Nachbargemeinden von Duras sind:
- Savignac-de-Duras im Norden,
- Saint-Sernin im Nordosten,
- Pardaillan im Osten,
- Auriac-sur-Dropt im Südosten,
- Saint-Pierre-sur-Dropt im Süden,
- Taillecavat sowie Cours-de-Monségur im Südwesten,
- Baleyssagues im Westen und
- Esclottes im Nordwesten.

An der südlichen Gemeindegrenze verläuft der Fluss Dropt, in den von Nordwesten kommend die Dourdèze einmündet.
Verkehrsanbindung
Duras liegt abseits überregionaler Verkehrsverbindungen. Von Bedeutung sind lediglich die Départementsstraße D 708 die von Marmande über Duras nach Sainte-Foy-la-Grande führt, sowie die D 668, die in West-Ost-Richtung Monségur mit Miramont-de-Guyenne verbindet.

## Bevölkerungsentwicklung
| Jahr      | 1968 | 1975 | 1982 | 1990 | 1999 | 2009 | 2018 |
| Einwohner | 1298 | 1245 | 1244 | 1200 | 1214 | 1213 | 1251 |

## Sehenswürdigkeiten
- Château de Duras, Burg aus dem 13. Jahrhundert – Monument historique[1]
- Tour de l’Horloge, Stadttor aus dem 13. Jahrhundert – Monument historique[2]

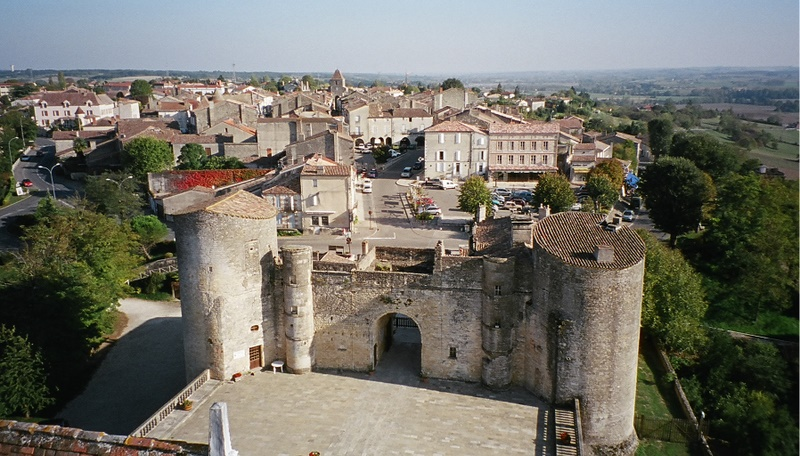
Blick von der Burg über den Ort
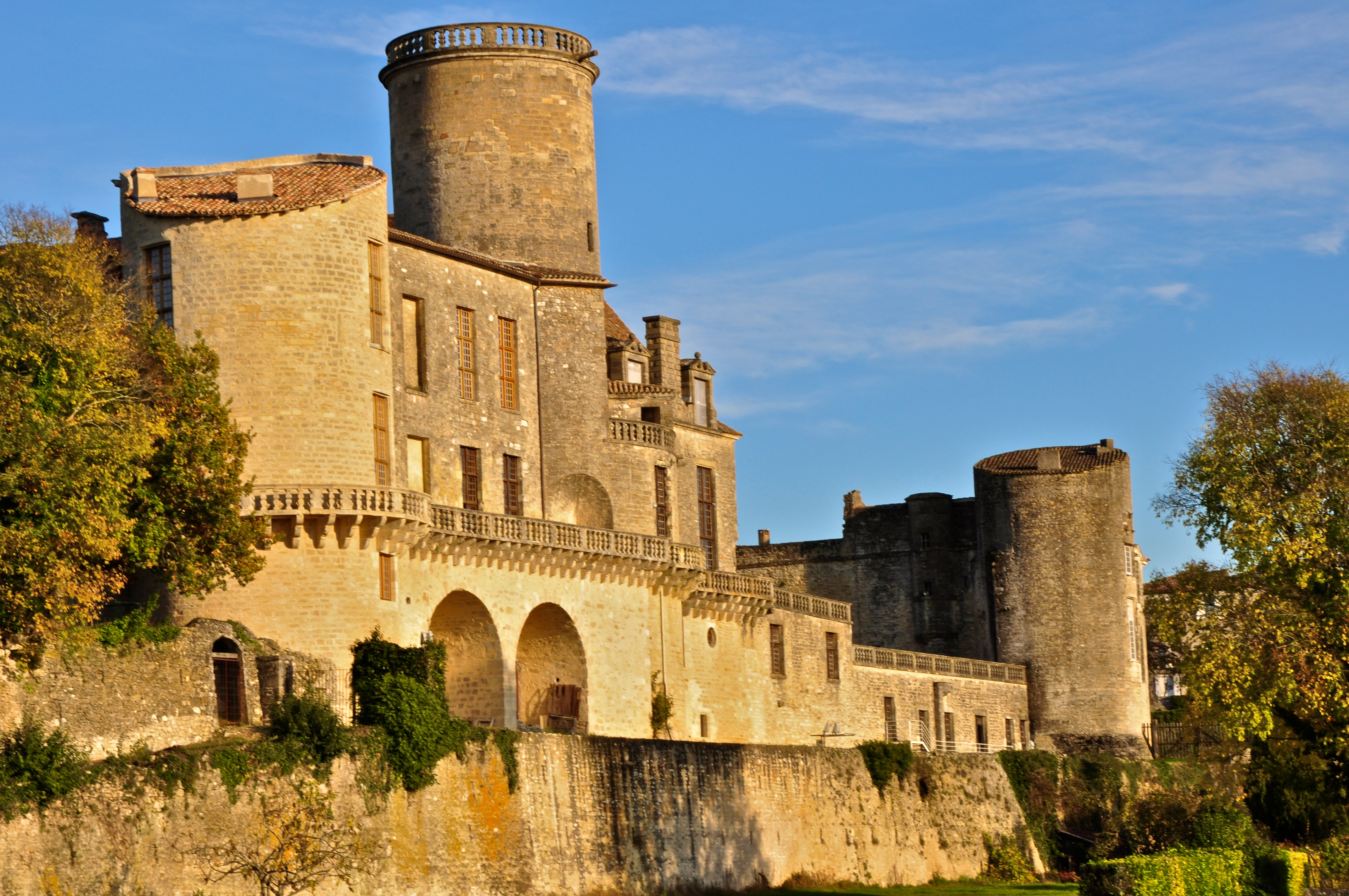
Château de Duras
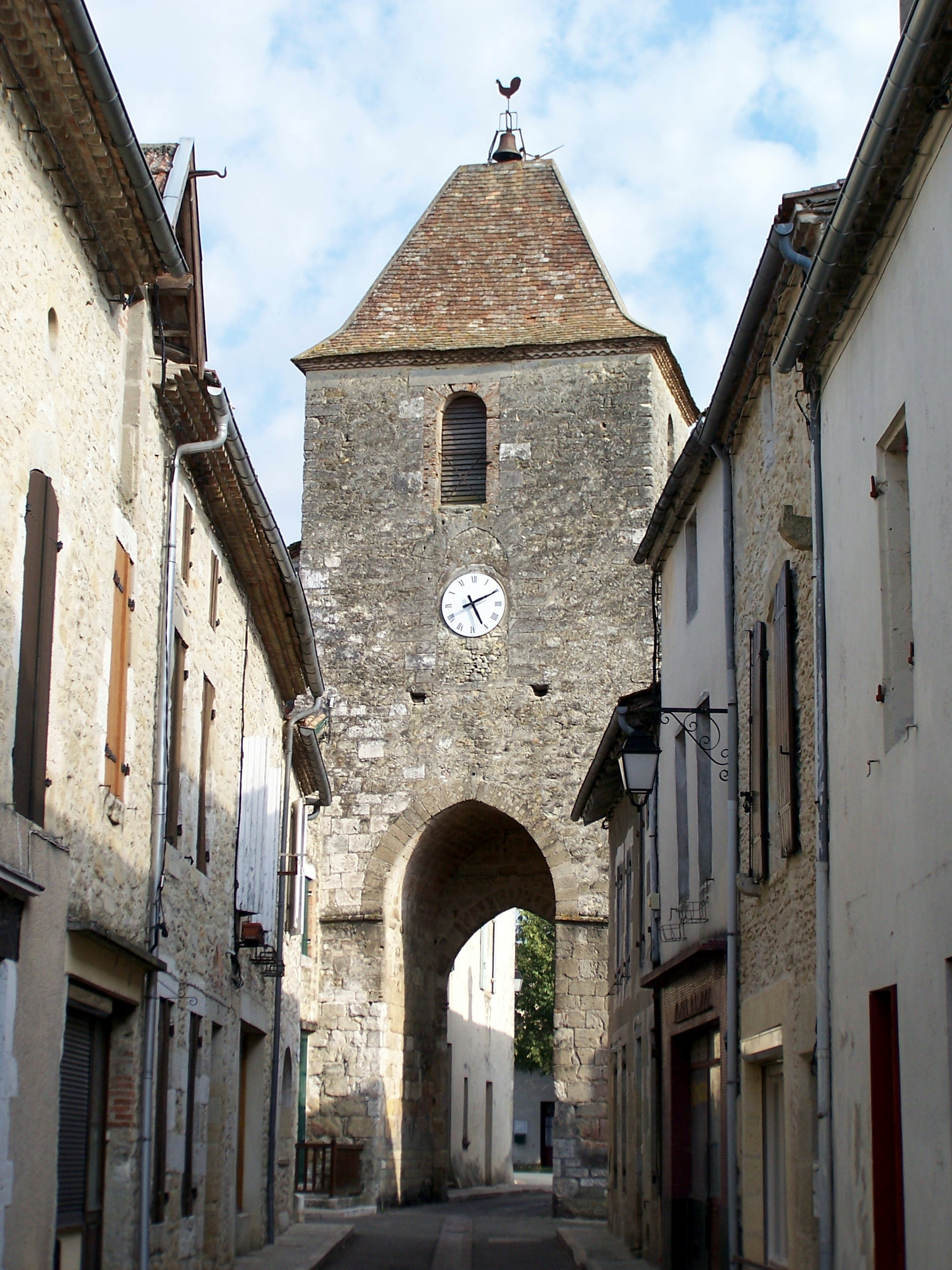
Tour de l’Horloge

## Wirtschaft
Die Gemeinde liegt im Weinbaugebiet Côtes de Duras in der Weinbauregion Sud-Ouest.

## Partnerschaft
Duras ist mit Sint-Truiden im belgischen Flandern partnerschaftlich verbunden.

## Persönlichkeiten
- Guy Aldonce de Durfort, duc de Lorges (1638–1702), Marschall von Frankreich, in Duras geboren
- Jean Orieux (1907–1990), französischer Schriftsteller, in Duras geboren
- Marguerite Duras, geborene Marguerite Donnadieu (1914–1996), wählte ihren Künstlernamen Duras nach dem Familiensitz ihres Vaters
- Jean Séguy (1925–2007), französischer Religionssoziologe, in Duras geboren